# Loi de défense permanente de la démocratie

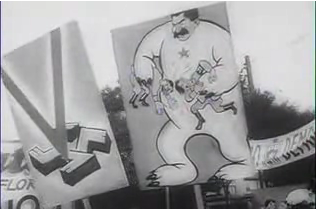
Caricature de Joseph Staline lors d'un rassemblement pro-allié à Santiago en 1943.

En 1948, à l'initiative du président chilien Gabriel González Videla, le Congrès national chilien a promulgué la loi de défense permanente de la démocratie (en espagnol Ley de Defensa Permanente de la Democracia, Ley no 8.987), appelée par beaucoup la loi maudite (Ley Maldita), qui interdit le Parti communiste du Chili et exclut 26 650 personnes des listes électorales.
La loi interdisait l'expression d'idées qui semblaient prôner « l'implantation dans la république d'un régime opposé à la démocratie ou portant atteinte à la souveraineté du pays ».
Le centre de détention de Pisagua, utilisé pendant la dictature de Carlos Ibáñez del Campo à la fin des années 1920 (et qui sera réutilisé pendant la dictature de Pinochet), a été rouvert pour emprisonner des communistes, des anarchistes et des révolutionnaires, bien qu'à cette occasion aucun détenu n'ait été exécuté. D'éminents communistes, comme le sénateur Pablo Neruda, ont fui en exil. González Videla a également rompu les relations avec l'Union soviétique et les États du Pacte de Varsovie. Une grève de mineurs pro-communistes à Lota a été brutalement réprimée. Des manifestations contre la législation ont conduit à la proclamation de la loi martiale et ont été réprimées avec succès.
La loi a été remplacée par la loi no 12.927, sur la loi sur la sécurité de l'État (Seguridad del Estado), le 6 août 1958, ce qui mit fin à la proscription du Parti communiste et réduisit les peines pour les crimes contre la sûreté de l'État et l'ordre public à des niveaux comparables à ceux qui existaient avant 1948.